# Victor Tetens
Victor Christian Peter Tetens (* 13. April 1841 in Wilster; † 8. Januar 1909 in Berlin) war ein deutscher Architekt und preußischer Baubeamter.

## Leben
Victor Tetens studierte an der Polytechnischen Schule Hannover Architektur und schloss sich hier im Sommersemester 1859 dem Corps Slesvico-Holsatia an. Nach dem Studium trat er in den preußischen Staatsdienst. Als Kreisbauinspektor in Koblenz verfasste er 1882 im Auftrag der Stadt einen Bericht über die hygienischen Zustände vor allem im Bereich der Kastorstraße. Hier waren 1881 mehrere Personen an Typhus gestorben. Anschließend war bei der Königlichen Schlossbaukommission tätig, wo er zunächst bis zum Hofbaurat und stellvertretenden Direktor aufstieg. Als Ernst von Ihne 1888 zum Hofarchitekten ernannt worden war und als Folge dieser Ernennung der damalige Direktor der Schlossbaukommission Reinhold Persius um seine Entlassung gebeten hatte, wurde noch im gleichen Jahr Tetens zum Direktor der Schlossbaukommission ernannt. 1893 erfolgte seine Ernennung zum Oberhofbaurat. Der königlichen Schlossbaukommission stand er bis zu seinem Tod im Jahre 1909 vor.

## Auszeichnungen
- 1888: Roter Adlerorden 4. Klasse[6]
- 1890: Ritterkreuz 1. Klasse mit Eichenlaub des Ordens vom Zähringer Löwen[7][8]
- 1904: Königlicher Kronenorden 2. Klasse[9]